# Balearisk lira
Balearisk lira (Puffinus yelkouan mauretanicus) är en akut utrotningshotad fågel som enbart häckar i ögruppen Balearerna i västra Medelhavet. Den har i perioder behandlats som egen art, men behandlas idag som underart till medelhavslira (Puffinus yelkouan).

## Utseende, läte och fältkännetecken
Förutom den mindre kontrasterande fjäderdräkten är denna art mycket lik medelhavslira, men även i vissa fall grålira. Den är cirka 35–40 cm lång med ett vingspann på 85–90 cm. Den har en typisk lirflykt vilket innebär att den på stela vingar kantrar från ena sida till den andra med mycket få vingslag med vingspetsarna nästan nere i vattnet. I denna flykt har den en korsform med vingarna rätt ut från kroppen. Ett fältkännetecken är också att de inte följer efter båtar. 
Den är vanligtvis gråbrunsvart på ovansidan och smutsvit på undersidan men det finns även individer som är mörkare på undersidan och kan därmed förväxlas med grålira.

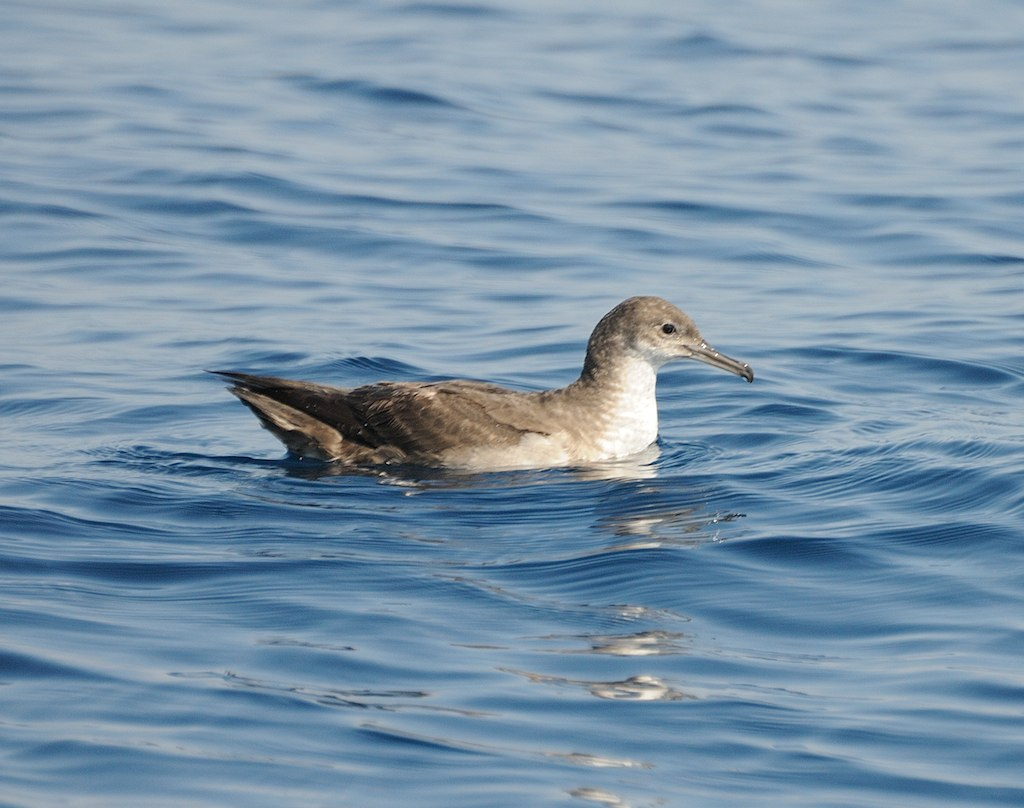
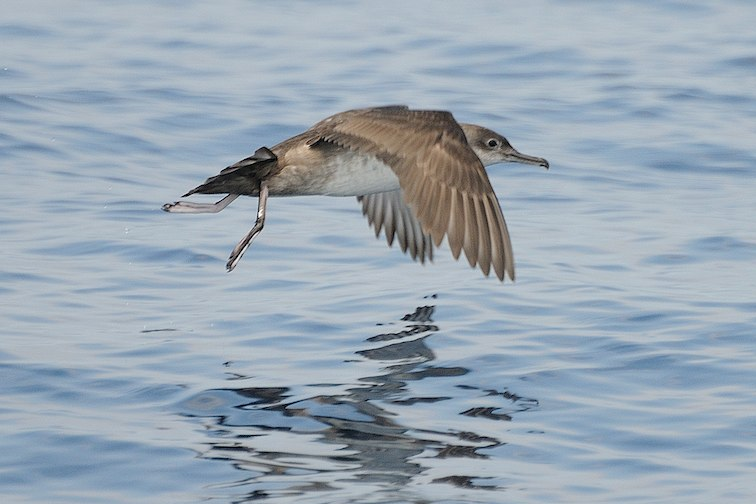

Till havs är den tyst men vid sina häckningskolonier om natten ger den ifrån sig högljuda kacklande läten, nästan identiska med medelhavsliran.

## Utbredning

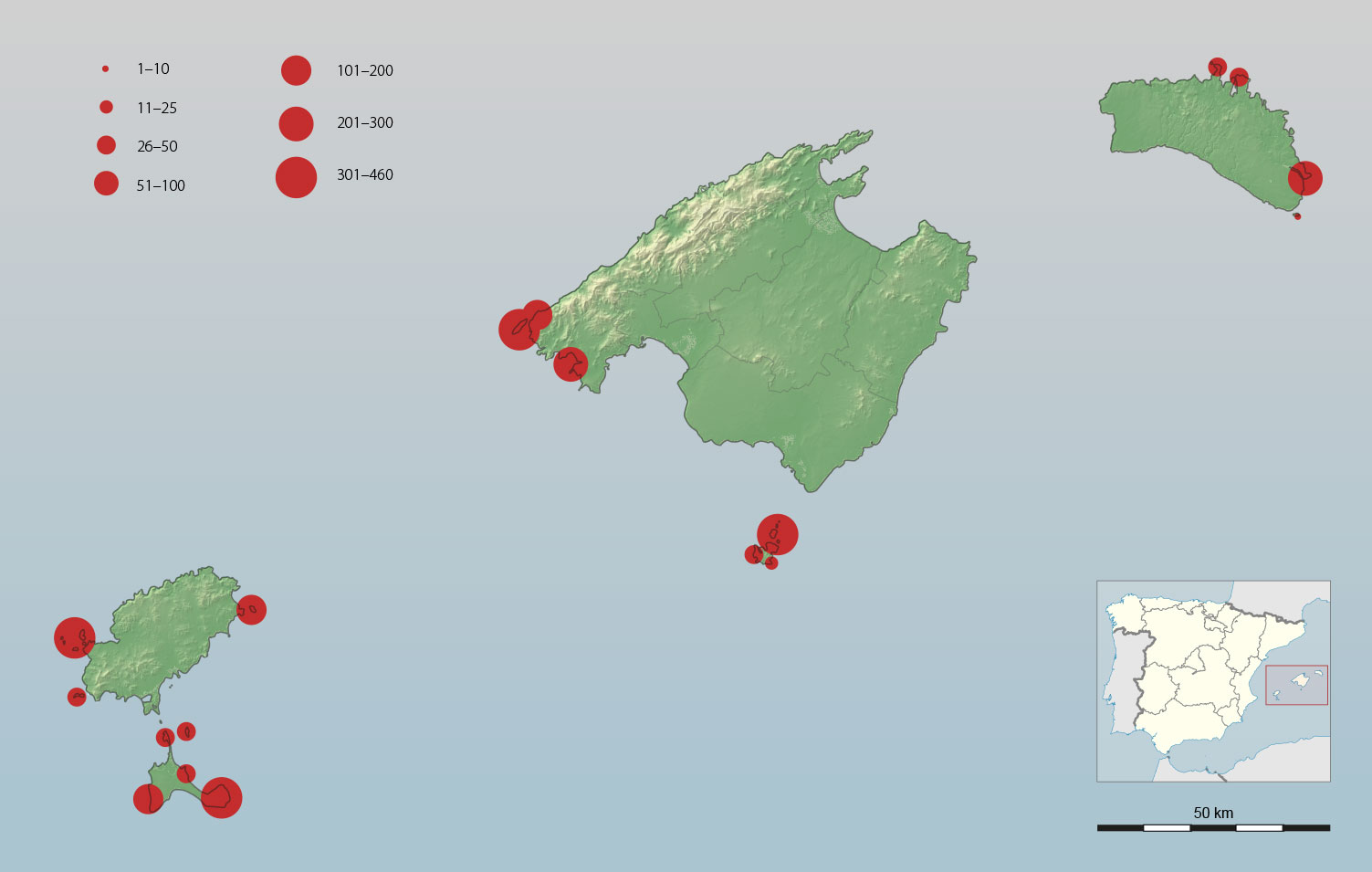
Baleariska lirans kolonier i Balearerna.

Den baleariska liran häckar på öar och klippiga kuster vid Balearerna och merparten övervintrar i havet i detta område men en del flyttar till Atlanten under sensommaren och når så långt norrut som Storbritannien och Irland. Det finns åtminstone en koloni, på Menorca, där både balearisk lira och medelhavslira häckar och arternas vinterkvarter överlappar varandra i de centrala delarna av Medelhavet.

### Förekomst i Sverige
Enstaka individer observeras sällsynt utefter den svenska västkusten, främst under västliga vindar på sensommaren, med sammanlagt 40 säkra fynd till och med 2020. Den första identifierade observationen skedde den 1 oktober 1977 vid Kullen i Skåne.

## Systematik
Länge ansågs balearisk lira vara en underart av mindre lira (Puffinus puffinus). När den klassiska indelningen av komplexet mindre lira började ifrågasättas kategoriserades taxa yelkouan och mauretanicus först som underarter av samma art. Tio år senare var det många auktoriteter som behandlade dem som två arter.
Flera senare studier har istället visat att balearisk lira och medelhavslira inte utgör två arter – att de inte utgör två monofyletiska grupper som divergerat. Istället visar studier att de utgör en gradient av fenotyper, med nära nog identiska läten och brist på fenotypiska skillnader på individnivå. De är också förhållandevis vanligt med blandkolonier och blandhäckningar. Analyser av stabila isotoper och mitokondrie-DNA stärker ytterligare att de två taxonen bör behandlas som en art, som av BirdLife Sverige får namnet medelhavslira.

## Ekologi
Balearisk lira häckar i jordhålor som de bara besöker om natten för att undvika predation från främst större trutar. Den äter fisk och blötdjur.

## Status och hot
Populationen är starkt hotad på grund av ökningen av semesterorter i närheten av häckningsområdena, men även på grund av predation av djur som katter och råttor. Upptäckten av balearisk lira i fågelkolonin på Minorca antyder att även hybridisering kan utgöra ett hot mot arten. Baleraisk lira är upptagen på IUCNs rödlista som akut hotad (CR). Världspopulationen uppskattas till 19 000 häckande individer.